# 콤바인
콤바인 하베스터(영어: combine harvester 컴바인 하베스터[*]) 또는 간단히 콤바인(영어: combine)은 곡식을 베는 일과 탈곡하는 일을 한꺼번에 하는 농업용 기계로 복식 수확기(複式收穫機), 합성식 수확기(合成式收穫機), 종합 수확기라고도 부른다.

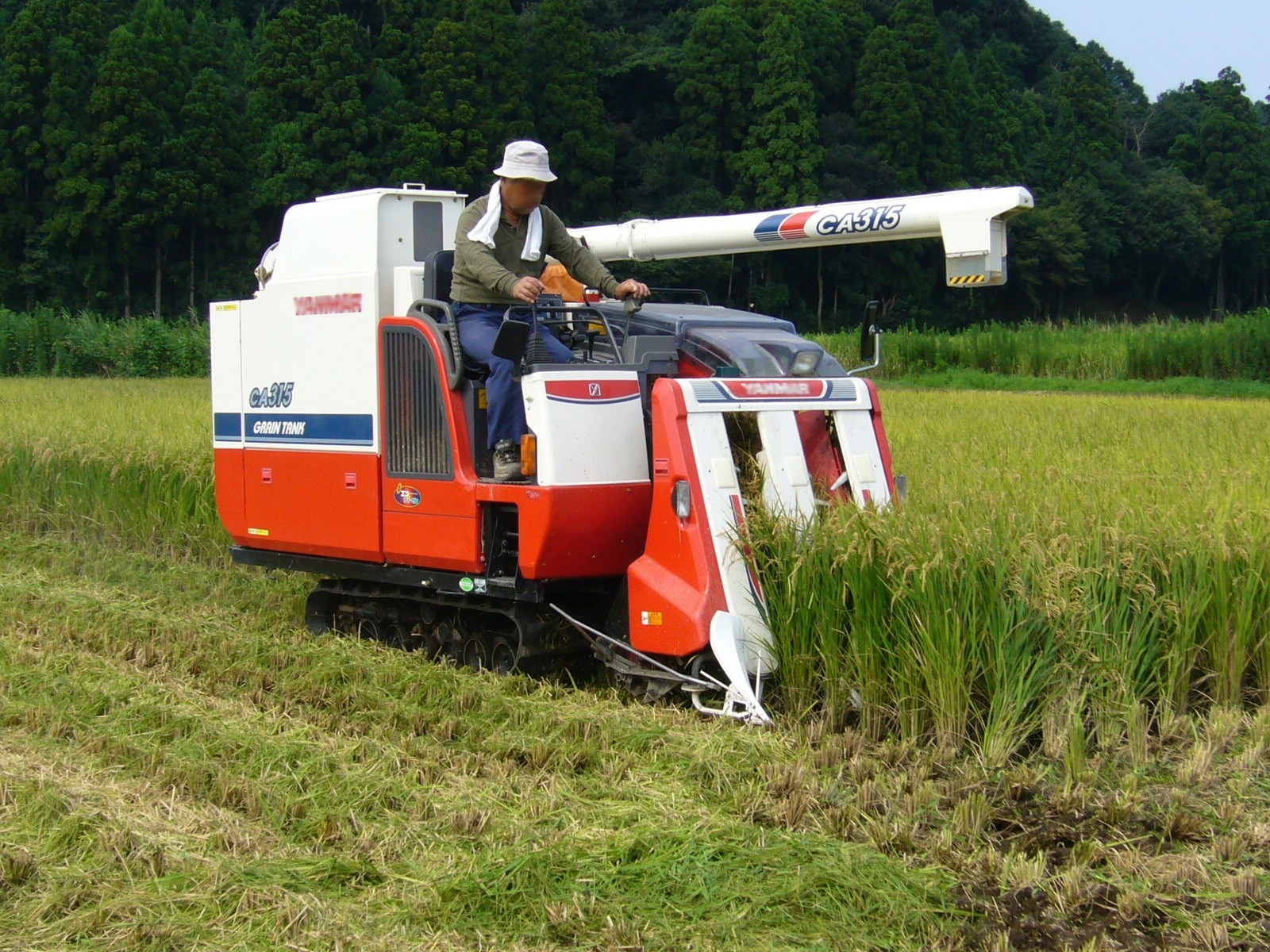
벼를 수확중인 콤바인

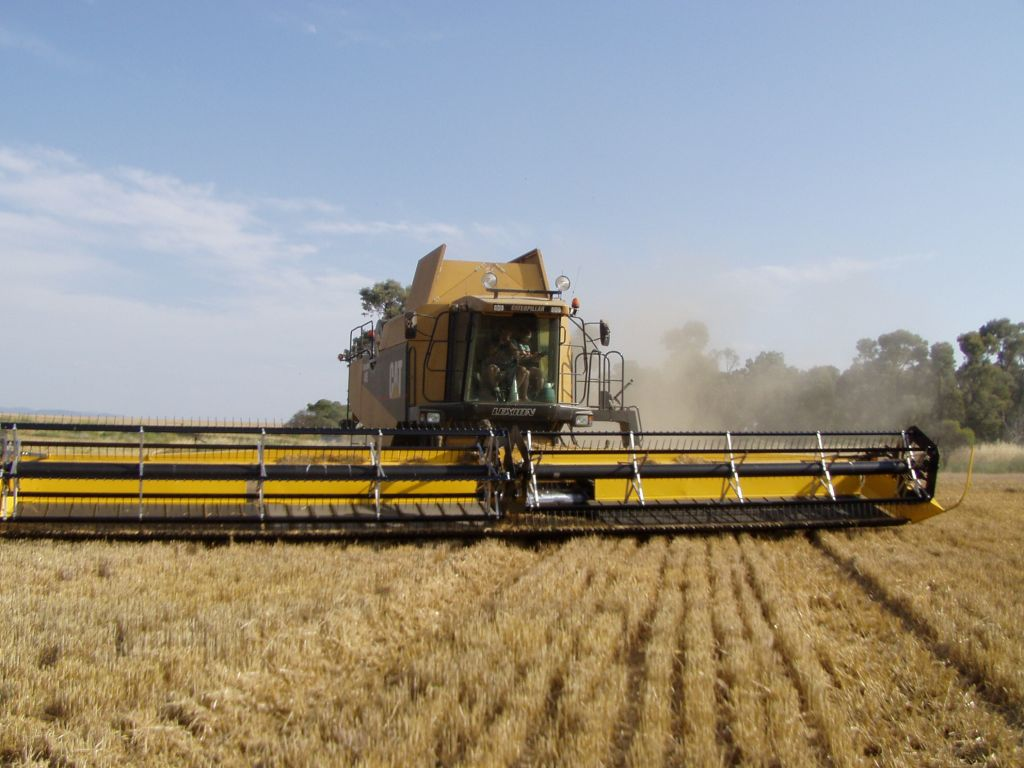
오스트레일리아 뉴사우스웨일스주에서 수확 중인 42 피트 대형 콤바인

예취부, 탈곡부, 주행부로 구성되어 있다. 콤바인은 맥류가 주 대상인 보통형(서양형)과 벼의 특성에 맞게 일본에서 개발된 자탈형 콤바인으로 구별할 수 있다.
벼 수확은 보통 수분함량 18 ~ 28 퍼센트 범위에서 이루어진다.
옛날에는 낫으로 벼를수확하고 햇볕에 말렸다가, 탈곡을 하고 오랜시간 말린 다음 수분 함량이 14 퍼센트 아래가 되면 수매하거나 저장을 시작했다.
수확된 벼는 폴리프로필렌 재질 40 킬로그램 포대나 벌크 백(톤백 )에 담아 RPC로 운반되어 건조된다. 벌크백은 500, 750, 1,000 킬로그램 등이 쓰인다.

## 같이 보기
- 트랙터
- 경운기
- 이앙기